# Warhammer 40,000: Rites of War
Warhammer 40,000: Rites of War (рус. Вархаммер 40,000: Военные Ритуалы)— компьютерная игра, пошаговая стратегия, разработанная студией DreamForge на основе настольного варгейма Warhammer 40,000 студии Games Workshop. Издана в 1999 году компанией Strategic Simulations, Inc.

## Режимы игры
В игре есть три режима. В основной кампании (содержащей более 20 миссий) игроку предлагается возглавить нападение Эльдар Искусственного Мира Йанден на бывшую колонию древних Эльдар, Давинус (англ. Davinuus), ныне принадлежащую Империи, а затем при поддержке войск Империи отражать вторжение Тиранидского улья Кракен. Второй режим — одиночные миссии: можно управлять любой из трёх представленных рас. Третий — обучение.

## Игровой процесс
Перед началом миссии следует реорганизовать свою армию. Ограничения на состав и численность армии определяются соответственно очками армии (Glory, альтернатива деньгам) и количеством гексов для высадки. Каждый юнит занимает один гекс (хотя в настольном прототипе и многих похожих компьютерных играх большие юниты занимают больше пространства и это сказывается на игровом процессе). Юнит может являться отрядом или одним существом; это разделение влияет на «жизненную энергию»: у отряда — 15 единиц, при уменьшении сила отряда так же уменьшается, «убитые» не восстанавливаются на отдыхе; у одного существа — 10 единиц, сила при уменьшении не меняется, «убитых» быть не может.
Миссия представляет собой поле, размеченное на гексы (шестиугольники), по которому по очереди передвигаются армии игрока и компьютера. Ландшафт влияет на скорость большинства юнитов (кроме летающих), увеличивая (дороги) или уменьшая (леса, горы, реки, моря, болота) дальность перемещения. На карте присутствуют строения: поместив юнит на многие из них и использовав функцию отдыха, можно вылечить не только «раненых» но и «убитых». Так же у строений могут быть другие постоянные или разовые функции: например, поместив туда юнит, можно получить опыт, артефакт, дополнительный юнит или, наоборот, получить урон или вражеский юнит. На большинство миссий даётся 40 ходов, но на некоторые «срочные» бывает ограничение, например, в 16 ходов.
На каждую миссию даются задания, обязательные и дополнительные (призванные облегчить прохождение), как то: уничтожить все войска противника, захватить ключевые точки, провести юнит в определённое место, уничтожить определённый юнит противника.
Все юниты могут копить опыт и набирать уровни (10 уровней — максимум). Некоторые юниты (только расы Эльдар, не являющиеся техникой) после набора определённого уровня могут быть повышены в более сильный вид, после получения 8 уровня могут стать экзархами, а за 9 и 10 получить дополнительные способности по выбору игрока.

## Расы
- Эльдар — древняя раса, технологии которой на голову опережают остальных. В игре представлены эльдары Йанден и Арлекины.
- Империум — представлена имперской гвардией, Космодесантом (орден Кровавых Ангелов) и Сёстрами Битвы
- Тираниды — биологическая раса, нацеленная на постоянное поглощение биомассы.

## Оценки
| Сводный рейтинг | Сводный рейтинг |
| Агрегатор       | Оценка          |
| --------------- | --------------- |
| GameRankings    | 64,53 %         |